# Dijár Bakr

Felső-Mezopotámia (al-Dzsazíra) tartományai a középkorban, köztük északon Dijár Bakr

Dijár Bakr (arab írással ديار بكر [Diyār Bakr]) a középkori muszlim világban Felső-Mezopotámia (arab nevén Dzsazíra) egyik tartománya volt. Nevét, melynek jelentése nagyjából „Bakr szállásterülete”, az iszlám előtti időkben itt letelepedő Bakr-törzsről kapta.
A tartomány a mai Törökország területén, a Toros-hegység keleti vonulataitól délre, a Tigris forrásvidékén feküdt. Északról és északnyugatról a Bizánci Birodalom, keletről a Van-tó vidékének örmény területei, délről a Túr Abdín nevű hegység választotta el Dijár Rabíától, délnyugaton pedig Dijár Mudar határolta.
Legfontosabb városa és központja Ámid (görögül Amida, ma Diyarbakır) volt, mellette Majjáfárikín városának (görög nevén Martüropolisz, ma Silvan) és Hiszn Kajfa hídjáról nevezetes településének (görögül Kiphasz, ma Hasankeyf) volt jelentősebb szerepe. Egyes leírások Száirt (ma Siirt) városát is idesorolták, de a legtöbb forrás szerint az már az örmény vidékekhez tartozott, Dijár Bakr keleti határát pedig az a jelentős kanyarulat jelezte, ahol a Tigris délre fordul. A tartomány neve Ámid városának neveként élt tovább.